# Ojacastro
Ojacastro est une commune de la communauté autonome de La Rioja, en Espagne.

## Démographie
| 1900 | 1910 | 1920 | 1930 | 1940 | 1950 | 1960 | 1970 | 1981 |
| ---- | ---- | ---- | ---- | ---- | ---- | ---- | ---- | ---- |
| 775  | 757  | 742  | 770  | 789  | 758  | 651  | 448  | 261  |

| 1991 | 2001 | 2010 | - | - | - | - | - | - |
| ---- | ---- | ---- | - | - | - | - | - | - |
| 245  | 240  | 209  | - | - | - | - | - | - |

## Administration

### Conseil municipal
La ville de Ojacastro comptait 182 habitants aux élections municipales du 26 mai 2019. Son conseil municipal (en espagnol : Pleno del Ayuntamiento) se compose donc de 5 élus.
| Parti | Parti                                    | Voix | %       | Élus  |
| ----- | ---------------------------------------- | ---- | ------- | ----- |
|       | Parti populaire (PP)                     | 74   | 48,05 % | 4 / 5 |
|       | Parti socialiste ouvrier espagnol (PSOE) | 43   | 27,92 % | 1 / 5 |
|       | Izquierda Unida (IU)                     | 20   | 12,99 % | 0 / 5 |
|       | Partido Riojano (PR+)                    | 17   | 11,04 % | 0 / 5 |

### Liste des maires
| Mandat    | Maire | Maire                     | Parti |
| --------- | ----- | ------------------------- | ----- |
| 1979-1983 |       | Zenón Cámara Crespo       | UCD   |
| 1983-1987 |       | Fernando Marín Soto       | AP    |
| 1987-1991 |       | Fernando Marín Soto       | AP    |
| 1991-1995 |       | Fortunato Silvestre Rubio | PSOE  |
| 1995-1999 |       | Fortunato Silvestre Rubio | PSOE  |
| 1999-2003 |       | Fortunato Silvestre Rubio | PSOE  |
| 2003-2007 |       | Fortunato Silvestre Rubio | PSOE  |
| 2007-2011 |       | Luis Domingo Ollero       | PP    |
| 2011-2015 |       | Luis Domingo Ollero       | PP    |
| 2015-2019 |       | Luis Domingo Ollero       | PP    |
| 2019-2023 |       | Luis Domingo Ollero       | PP    |